# Vindija

Віндія (хорв. Vindija) — хорватське підприємство харчової промисловості з Вараждина, відоме здебільшого своїми молокопродуктами та напоями.

## Історія
Засноване 1959 року як міська молочарня для задоволення потреб Вараждина у свіжому молоці. Тоді підприємство налічувало лише близько двадцяти працівників.
1965 року молокозавод влився в більше підприємство під назвою «ZPPK Kalnik». У той самий час його директором став Драгутин Дрк, який залишається ним і донині (станом на 2014 рік). Назва «Віндія» увійшла у вжиток із 1970 року і походить від однойменної печери неподалік Іванця, оскільки передбачалося, що цей відомий археологічний об'єкт використовуватиметься як природне середовище для дозрівання сирів.

На початку 1970 року скотобійня і м'ясопереробні потужності «Kalnik» увійшли до окремої компанії під назвою «PPK Koka Varaždin», тоді як решта підприємства стала частиною виробничого об'єднання на чолі з фірмою «Zagrebačka mljekara» із Загреба. 1972 року нову компанію було офіційно перейменовано на «OOUR Zagrebačka mljekara»  1979 року молочний завод у Вараждині відновлено під назвою «RO Vindija».
1983 року молочарня почала виробляти пудинги, кисломолочні продукти та десерти. У 1990 році підприємство домовилося про великі інвестиції, що зробило її великою хорватською компанією та однією з найсучасніших у Європі на той час.. 1992 року «Віндії» було присвоєно звання найкращої компанії Хорватії.
Корпоративне містечко «Віндії» розкинулося на загальній площі 22 000 м2, знаходячись у межах міста, що спонукає дбати за дотримання високих екологічних стандартів і чистоти.
До найвідоміших її марок належать молочні продукти «Z bregov» і соки «Vindi» та інші напої.